# 史卓菲自治市
史卓菲为澳大利亚新南威尔士州的一個自治市，总面积14·1平方公里，有七个市辖区，总人口45,293人（2021年人口普查）。地理上，史卓菲市屬於雪梨的“内西區”西端。
1885年6月2日史卓菲議會建立，由相鄰的三個市鎮組成：萊德麥（Redmire）、康寳樹（Homebush）和朱伊鎮（Druitt Town），新議會的名稱來自當地一個較大的莊園的名字。1886年萊德麥區和萊德麥火車站都改稱史卓菲。1892年，西側的菲明頓（Flemington）鎮亦并入史卓菲轄區。20世紀，史卓菲議會北擴至巴拉馬打路（Parramatta Road）以北的北康寳樹和北菲明頓、南擴至原恩菲爾（Enfield）自治市的西半部。
史卓菲議會現在主要是居民區，轄區東部有重要鐵路客運樞紐站史卓菲站，有許多公立和私立名校在轄區内，因此是内西區的教育中心區。

## 市轄區
史卓菲議會下轄：
- 菲明頓（Flemington）亦稱西康寶樹（Homebush West）
- 康寳樹（Homebush）
- 史卓菲（Strathfield）（部分屬寳活自治市及加拿大灣市)
- 南史卓菲（Strathfield South）
- 貝菲爾（Belfield）（小部，大部分屬坎特伯雷-賓士鎮）
- 綠田（Greenacre）（小部，大部分屬坎特伯雷-賓士鎮）

## 历史

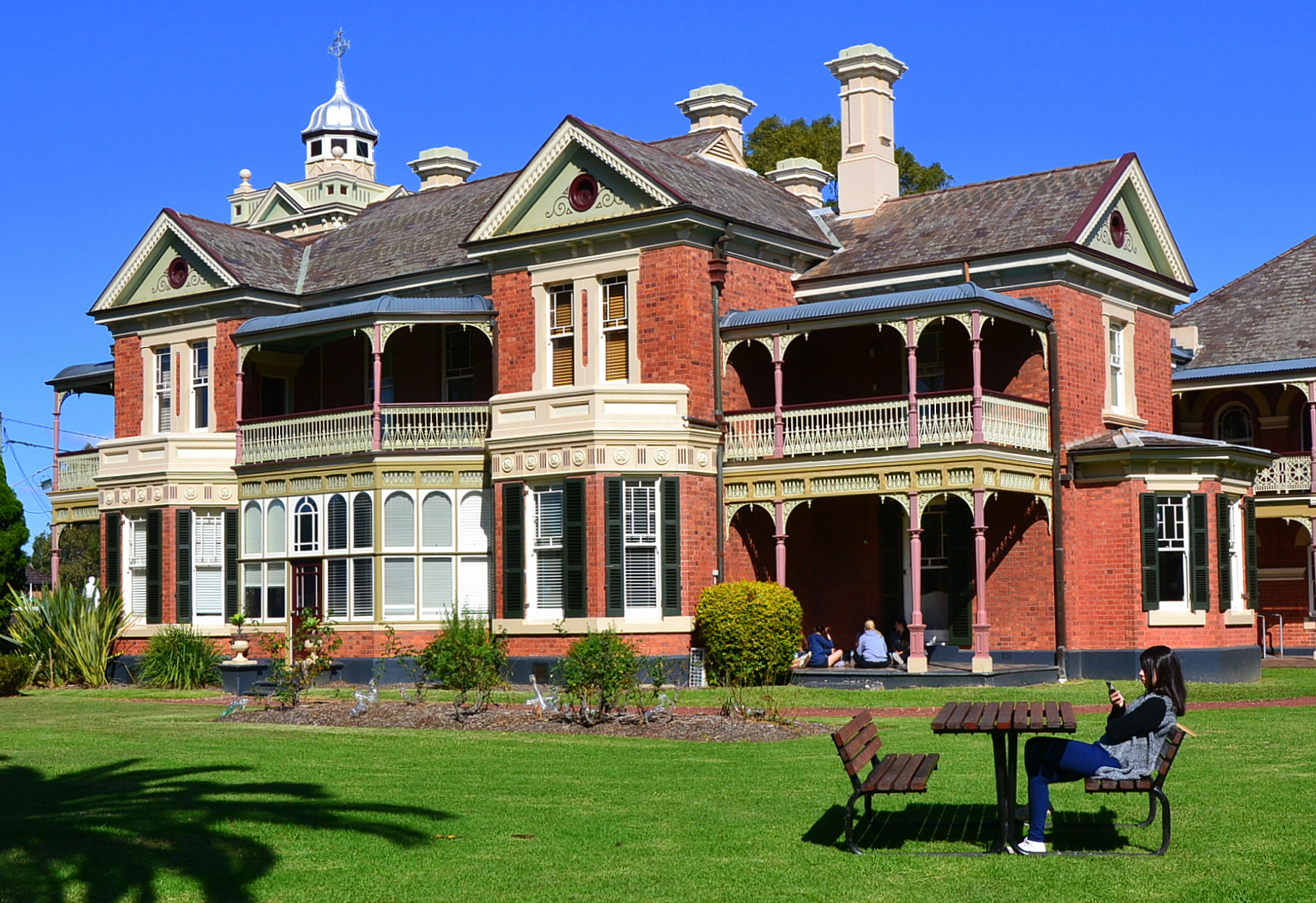
御山（Mount Royal）別墅，總理李德（George Reid）故居，現為澳洲天主教大學校舍

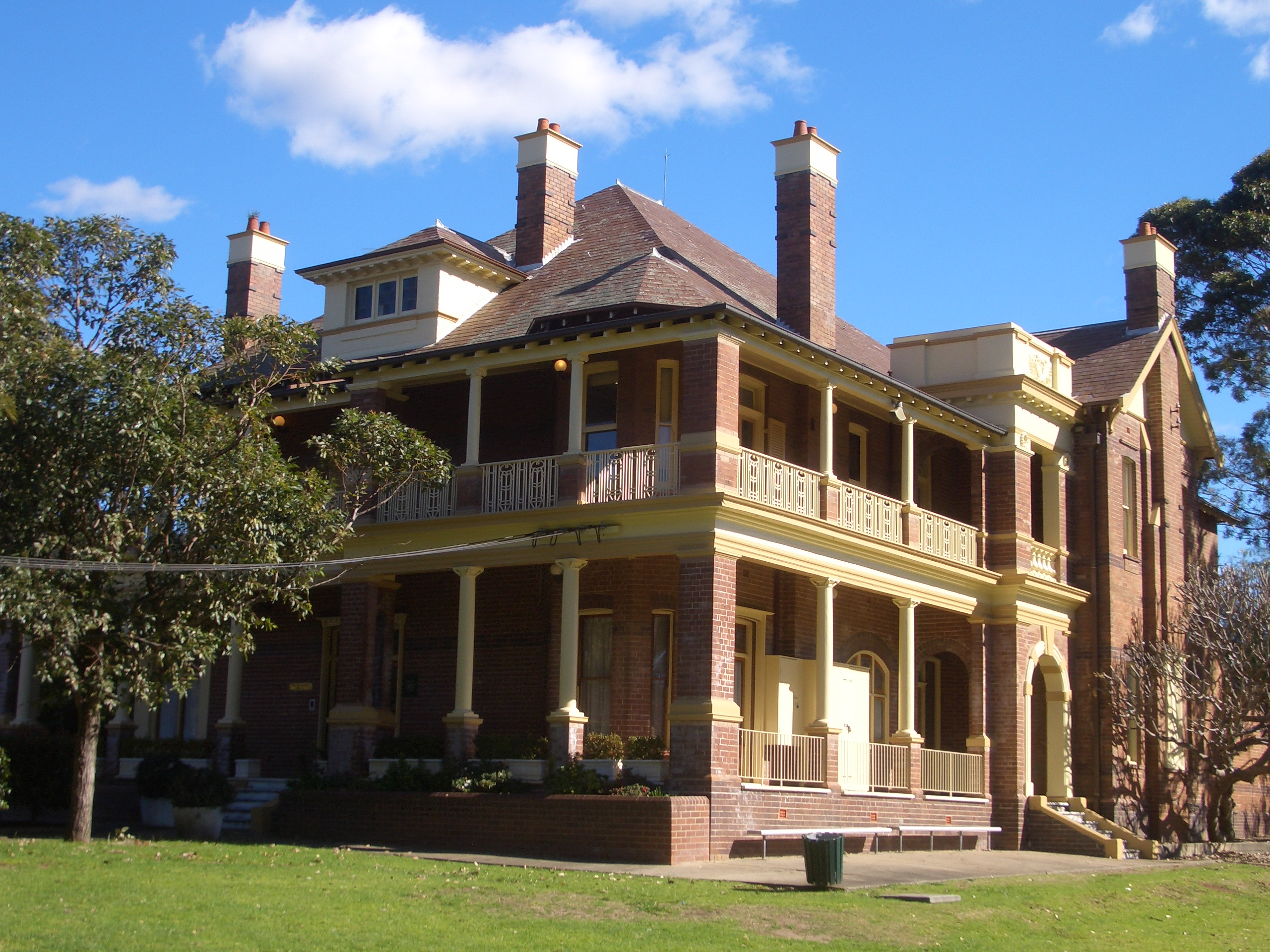
羅麗斯頓（Lauriston）別墅，現爲山中聖母（Santa Maria del Monte）小學校舍

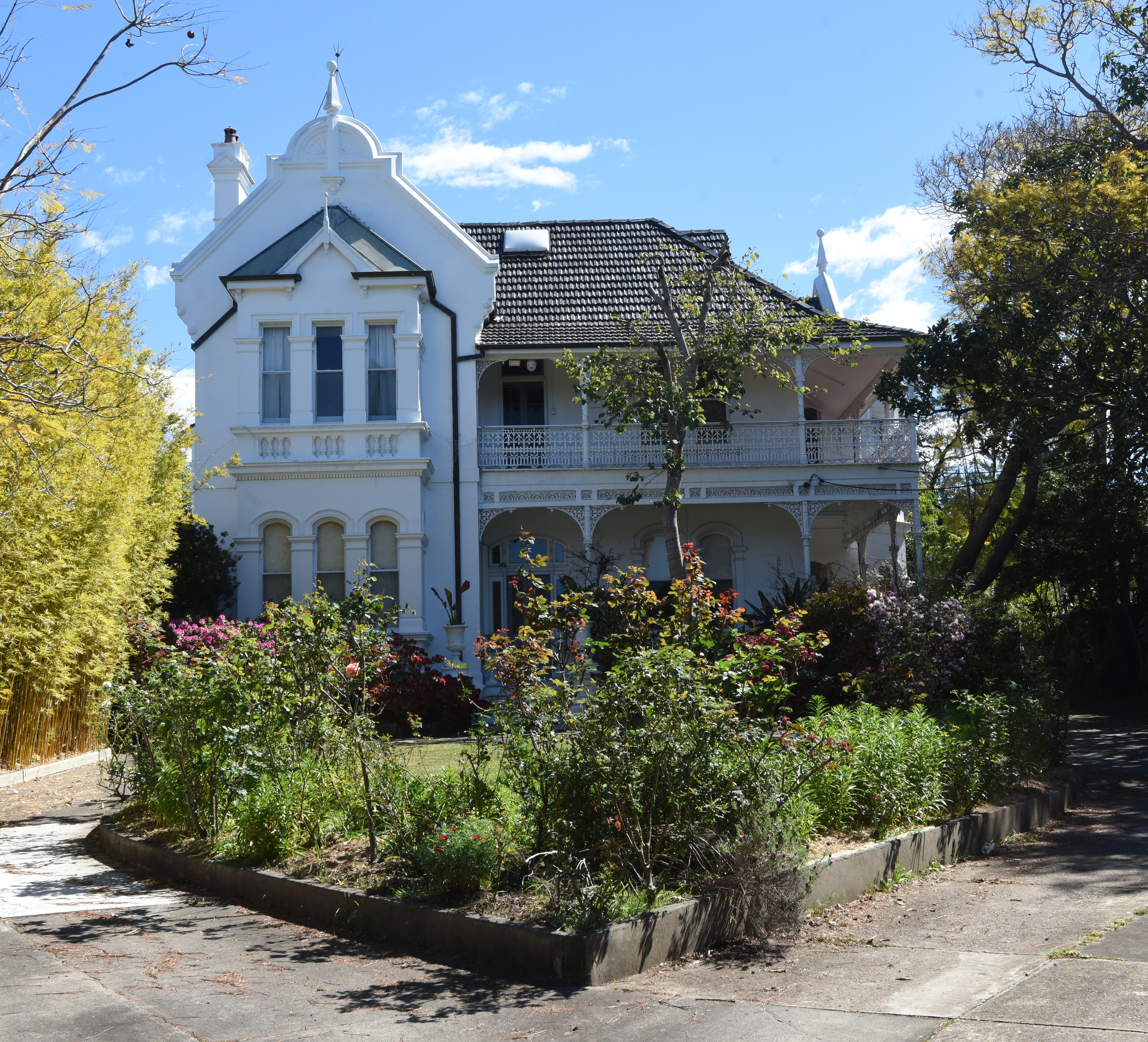
區内典型的19世紀維多利亞意大利式別墅

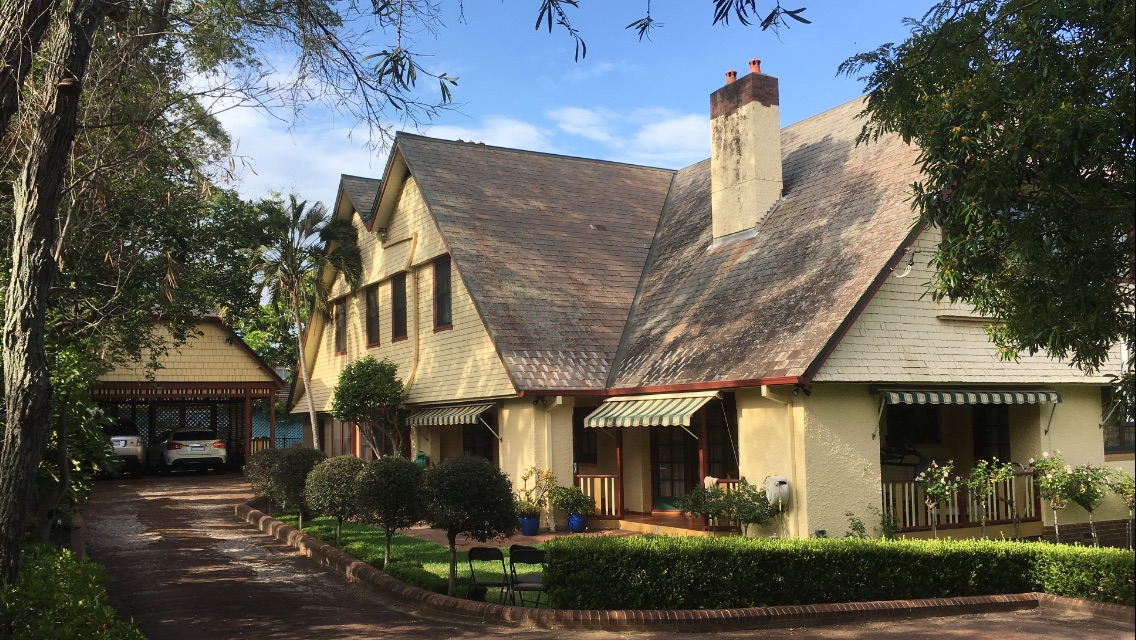
區内的現代式別墅

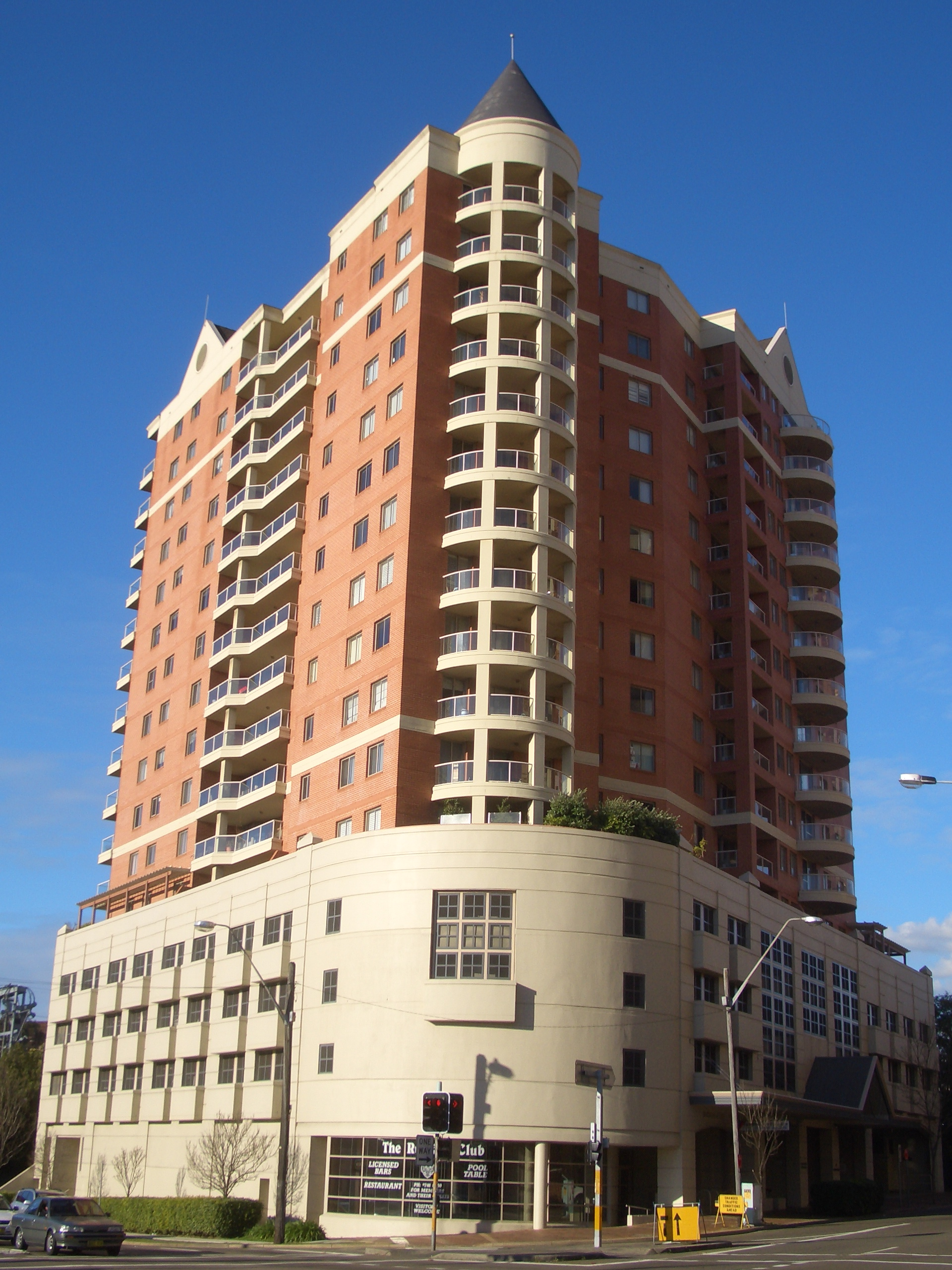
火車站周圍的高層住宅樓

史卓菲市所在地原為澳大利亞土著旺格（Wangal）部落居住地，此部落的領地稱爲“旺（Wanne）”，“格”（-gal）即部落。1793年起，有自由身份（非流放犯）的欧洲人獲准於包括此區的協和平原（Concord Plains）开辟农场，因此受美稱為“自由平原”（Liberty Plains）。
1855年雪梨至巴拉馬打鐵路東段竣工，在康寳樹（Homebush）的跑馬場附近設立車站，此地開始開發住宅區。由於地處平原，草木茂盛而交通便捷，康寳樹和相鄰的萊德麥（Redmyre）迅速成爲殖民地精英建造郊外別墅的理想位置。1885年6月2日設市，合并當時的三個鎮：東北部的萊德麥（Redmire）、西北部的康寳樹（Homebush）和南部的朱伊鎮（Druitt Town），由於康寳樹和朱伊鎮居民擔心被較大的萊德麥籠罩，因此選了新市名“史卓菲”。此名稱來自當地一座莊園“Strathfield Saye”，而莊園則由威靈頓公爵的同名莊園得名。次年，萊德麥區和萊德麥火車站改名“史卓菲”。1892年，相鄰的菲明頓（Flemington）區劃入史卓菲轄區。此後，史卓菲議會在相當長一段時期内北面以大西公路巴拉馬打路（Parramatta Road）為界，南邊以休姆公路利物浦路（Liverpool Road）爲界，兩條公路之間的地區一般都籠統的稱爲“史卓菲”區。1947年，巴拉馬打路以北的康寶樹自治市撤銷，所轄的北康寶樹地區并入史卓菲議會。1949年，利物浦路以南的恩菲爾自治市撤銷，其轄區的西半部（今稱南史卓菲）也并入史卓菲議會。
史卓菲地區在19世紀後期和20世紀初期時雪梨最熱門的住宅區之一。史卓菲火車站發展為重要的市内、市際及跨州鐵路的中轉站，有直達雪梨中央站、墨爾本和坎京的車次，並靠近公路和水路運輸，因此雪梨的工商業巨頭都在此修建別墅，例如阿諾兹（Arnott's）餅乾家族、大衛·瓊斯（David Jones）百貨家族都在區内各處建造物業並保留至今。澳大利亞聯邦建立以後，數位總理選擇在此居住。例如厄爾·佩奇（Earl Page）當選總理後就在史卓菲置業，因爲他可以在史卓菲火車站搭乘直達當時首都墨爾本，也可以快速的到達他在新州北部的選區辦公室。這一時期建造的一些莊園別墅後來被私立學校購得開辦學校，而區内聚集的私立和公立學校更使史卓菲地區的住宅在以後的百年内一直保持熱門度。
1919年新州立法下放部分規劃權，1920年史卓菲議會迅速行使新得權力宣佈轄區為住宅區，不可建造工業區，並對轄區内的房屋結構進行限制，例如房屋必須使用磚或石質結構，不可使用木板。史卓菲因此長久保持雪梨最熱門的住宅區之一的身份。例如，1977年時，史卓菲區是雪梨大都會區住宅中位價格最高的區。直到2021年，史卓菲郵政編碼區（2135）仍然是澳洲全國住宅價格最貴的20個地區之一，并且是這些20個區内唯一一個位於雪梨市中心以西的區域。
20世紀末，史卓菲開始經歷較大規模的發展，其中包括1981年建成的區内第一座“現代”購物中心史卓菲廣場（Strathfield Plaza），以及相鄰的第一座高層住宅樓。
1992年，由於附近康寶樹灣（Homebush Bay）南岸的2000年奥运会主场馆的建設需要，史卓菲議會西北部位於A3公路以及邊界溪（Boundary Creek）之間的一小塊地域劃給管轄奧運場館的歐本議會（Auburn Council），而換得南面原福特汽車厰址地區作爲補償。
2015年，新州政府提議將内西區六個議會一同合并，後來改爲東三個合并為一個地方政府（即今内西區議會），西三個（史卓菲、寳活、加拿大灣）合并為另一個地方政府，史卓菲議會反對合并並訴諸法院，後來法院裁定政府的程序有瑕疵，推翻合并決議。此後新州政府放棄合并西三個議會。

## 人口
史卓菲市的大莊園大多在20世紀被分割改建為獨棟郊區別墅，在20世紀末除了英裔家庭外，也有較多的韓裔、華裔以及黎巴嫩裔馬龍尼天主教中產階級家庭居住。由於州政府强制要求提高人口密度，史卓菲市在21世紀初經歷了人口快速膨脹。雖然史卓菲、南康寳樹等地區大致保留獨幢別墅爲主的格局，但在史卓菲車站周圍、北康寳樹地區出現了大量高層住宅建築，並吸引了大量的新移民家庭遷入。
根据2021年的人口統計，區内人口是45,593人，較2001年的27,777人有大幅增長。居民中63.8%在海外出生。區内最大的族群是：华裔21.4%，印度裔11.0%，英國裔8.9%，澳大利亞裔8.2%，以及尼泊爾裔6.9%。區内的中位每周戶收入是2,105澳元，比全國中位收入高20.6%。

## 治安
- 史卓菲大屠杀